# Andy Hessenthaler
Andrew "Andy" Hessenthaler (Dartford, 17 de agosto de 1965) é um ex-futebolista e treinador de futebol inglês que atuava como meio-campista. Atualmente comanda o Eastleigh.

## Carreira
Sua carreira é ligada a dois clubes: o Watford, pelo qual atuou entre 1991 e 1996 e disputou 195 partidas, com 11 gols marcados, e o Gillingham, que defendeu por uma década. Nos Gills, Hessenthaler jogou 303 vezes e marcou 20 gols. Ele defendeu ainda o Corinthian em 2 passagens e também vestiu as camisas de Charlton Athletic, Dartford e Redbridge Forest, sem destaque. Em 2005, aos 39 anos, disputou 10 jogos pelo Hull City, por empréstimo.
Hessenthaler ainda passou por Barnet e Dover Athletic, onde encerrou sua carreira em 2010.

## Carreira de técnico
Quando ainda jogava pelo Gillingham, Hessenthaler foi escolhido como jogador e técnico dos Gills depois que Peter Taylor, seu ex-companheiro na época de Dartford, foi contratado pelo Leicester City. O meio-campista acumularia os 2 cargos por 4 temporadas, voltando a ser apenas jogador do clube em 2004. No Dover Athletic, exerceria novamente a dupla-função até a aposentadoria como atleta, aos 44 anos de idade.
Ainda em 2010, voltaria ao Gillingham, desta vez apenas como técnico, substituindo Mark Stimson. Permaneceria até 2012 no clube e voltaria novamente a treiná-lo em 2015, juntamente com Darren Hare, Steve Lovell e Mark Patterson, com quem atuaria no próprio Gillingham, entre 1997 e 2002. O quarteto durou 8 jogos, e foi sucedido por Justin Edinburgh.
Depois de treinar o Leyton Orient em 2016 e trabalhar como auxiliar-técnico no Eastleigh em 2017, Hessenthaler foi promovido ao comando técnico dos Spitfires em dezembro do mesmo ano.